# SUNNYSIDE BALCONY
『SUNNYSIDE BALCONY』（サニーサイド・バルコニー）は、1997年4月から2021年3月31日までα-STATIONで放送されていたラジオ番組。

## 概要
開局以来放送された『URBAN HILLS STREET』にかわる平日昼間の番組として、グルメやファッション情報を発信している。開始2年目からは長らく横井くにえが担当していた。トークは少なく、選曲ではα-STATION特有のアダルト・コンテンポラリーも扱い、リスナーからのリクエストにも応じる。ゲストを招く際、インタビューは12時台に放送する。
2021年4月の改編に伴い終了。14年の歴史に幕を下ろした。後番組は「ONE FINE DAY」。

## DJ
- 慶元まさ美（月,火）
- 寺田有美子（水,木）

### 代理DJ
- 佐藤弘樹（2018年6月18日、同日に発生した「大阪府北部地震」により、京都入りすることが出来なかった慶元[注釈 1]の代わりに出演。[注釈 2]）

## 放送時間・DJの変遷
| 期間   | 期間    | 放送時間      | 放送時間      | DJ         | DJ         | DJ         | DJ         | DJ           |
| 期間   | 期間    | 月 - 木       | 金            | 月         | 火         | 水         | 木         | 金           |
| ------ | ------- | ------------- | ------------- | ---------- | ---------- | ---------- | ---------- | ------------ |
| 1997.4 | 1998.3  | 11:00 - 15:00 | 11:00 - 15:00 | 村上美樹   | 村上美樹   | 村上美樹   | 村上美樹   | 村上美樹     |
| 1998.4 | 1999.3  | 11:00 - 15:00 | 11:00 - 15:00 | 横井くにえ | 横井くにえ | 横井くにえ | 横井くにえ | 川島郁子     |
| 1999.4 | 2002.12 | 11:00 - 15:00 | （放送なし）  | 横井くにえ | 横井くにえ | 横井くにえ | 横井くにえ | （放送なし） |
| 2003.1 | 2004.3  | 11:00 - 15:00 | （放送なし）  | 森夏子     | 森夏子     | 横井くにえ | 横井くにえ | （放送なし） |
| 2004.4 | 2006.3  | 11:00 - 15:00 | 11:00 - 15:00 | 森夏子     | 森夏子     | 森夏子     | 森夏子     | 森夏子       |
| 2006.4 | 2009.3  | 11:00 - 15:00 | 11:00 - 15:00 | 慶元まさ美 | 慶元まさ美 | 森夏子     | 森夏子     | 森夏子       |
| 2009.4 | 2010.3  | 11:00 - 15:00 | 11:00 - 15:00 | 慶元まさ美 | 慶元まさ美 | 福岡千幸   | 森夏子     | 森夏子       |
| 2010.4 | 2012.3  | 11:00 - 16:00 | 11:00 - 16:00 | 慶元まさ美 | 慶元まさ美 | 福岡千幸   | 森夏子     | 森夏子       |
| 2012.4 | 2013.8  | 11:00 - 16:00 | 11:00 - 16:00 | 慶元まさ美 | 大角香里   | 福岡千幸   | 寺田有美子 | 森夏子       |
| 2013.9 | 2014.1  | 11:00 - 16:00 | 11:00 - 16:00 | 慶元まさ美 | 寺田有美子 | 福岡千幸   | 寺田有美子 | 森夏子       |
| 2014.2 | 2015.3  | 11:00 - 16:00 | 11:00 - 16:00 | 慶元まさ美 | 寺田有美子 | 寺田有美子 | 寺田有美子 | 森夏子       |
| 2015.4 | 2021.3  | 11:00 - 15:00 | （放送なし）  | 慶元まさ美 | 慶元まさ美 | 寺田有美子 | 寺田有美子 | （放送なし） |

特記事項
- 1999年4月 - 2004年3月の間、金曜日の別編成導入（"MOVING FRIDAY"(6:00 - 13:00, DJ：三嶋真路)および"CHUMMY TRAIN"(13:00 - 19:00, DJ：谷口キヨコ)放送開始）に伴い、金曜版を休止。
- 2010年4月改編で、"KYOTO AIR LOUNGE"および"CHUMMY TRAIN"の1時間繰り下げ（15時台の短縮）に伴い、15時台に拡大。ただし、拡大した15:00～16:00の1時間は特別番組に差し替えることがあった。
- 2015年4月改編で、当番組の金曜版と"α-MORNING KYOTO ANNEX"の放送枠を統合した番組"SPURT! FRIDAY"（DJ：森夏子[注釈 3] & ENJOY KYOTOメンバー[注釈 4] & 西田育弘[注釈 5]）し、月 - 木曜版も15:00までに短縮[注釈 6]。
- 2021年1月6日から3月24日までの水曜12:40 - 12:50には、FM京都 α-STATION・FM大阪・Kiss FM KOBE3局同時生放送"ZOOM IN KANSAI"（FM大阪・Kiss FM KOBEと共同制作）を放送した。

## コーナー

### 現在
2018年7月現在
- LUNCH TIME GUEST（ゲスト登場時 12:10 - 12:40）
- KYOTO Symphony Orchestra TOPICS（月曜 12:40 - 12:50）

　京都市交響楽団の定期演奏会・特別演奏会の情報を伝える。指揮者などのゲストを迎えることもある。
- NANTAN CITY INFORMATION（月曜 13:15 - 13:20）

　「みんなでなんたーーーーん」（Sweet&Bitter）に乗せて南丹市の情報をお届け。
- KYOTO MEDICAL TALK（火曜 12:40 - 12:50）
- KYOTO LOVES SANGA（水曜 12:40 - 12:50）

　Jリーグ・京都サンガF.C.の応援コーナー。
- Wind of Maizuru（木曜 12:40 - 12:50）
- 今夜使える！アテトーーーク!（火曜 13:35 - 13:45）

　毎週一つの「食材」をテーマに、その食材を使ったレシピの紹介などを行う。レシピは慶元・リスナーのものを混ぜながら紹介して進行する。
- α-FLOAT（13:50 - 14:20）

　一つのアーティストにピックアップして楽曲をノンストップで流す。月曜・木曜は週替り、火曜はビートルズ、水曜はMr.Children。
- 司法書士BY YOUR SIDE（第2火曜 14:20 - 14:30）
- CPA Nav（第2水曜 14:20-14:25）
- Kyoto Legal Cafe（第4・5水曜 14:20 - 14:30）
- α-Happy LINE（第2木曜 14:20 - 14:30）

### 過去
- Breeze of Hawaii  (月曜 11時台後半に放送)
- Fairly Castle（月〜木曜 12時台に放送）
おしゃれ等、美に関するテーマを毎日掲げて放送される。
- Kyoto Foodies Explorer（月曜 11時台に放送）
「美味探求トラベル」と称して、様々な食材を取り上げたり、その食材にまつわる歴史などを紹介している。時々、食材の流通担当者のインタビューも取り入れている。また、提供元のヒガシマル醤油の醤油を使った料理レシピも紹介しており、このコーナーの放送日である毎週月曜日には、ヒガシマル醤油のレシピ本等がリスナーにプレゼントされる。
- Something Happy（月〜金曜 14時台に放送）
「何か幸せなこと（=Something Happy）」をテーマに掲げて放送される。
また、火・木曜には、「“でんき”ではぴeな暮らしをはじめませんか」をテーマとして、関西電力のオール電化について紹介している。
- Wanna Be Plus α（金曜 12時台に放送）
就職活動中の学生や社会人に向けて、就職説明会や就職活動におけるノウハウを提供する。
- Workout Tennis Plus(火・木曜日　12時台に放送)